# Aleksandar Ranković (politicus)

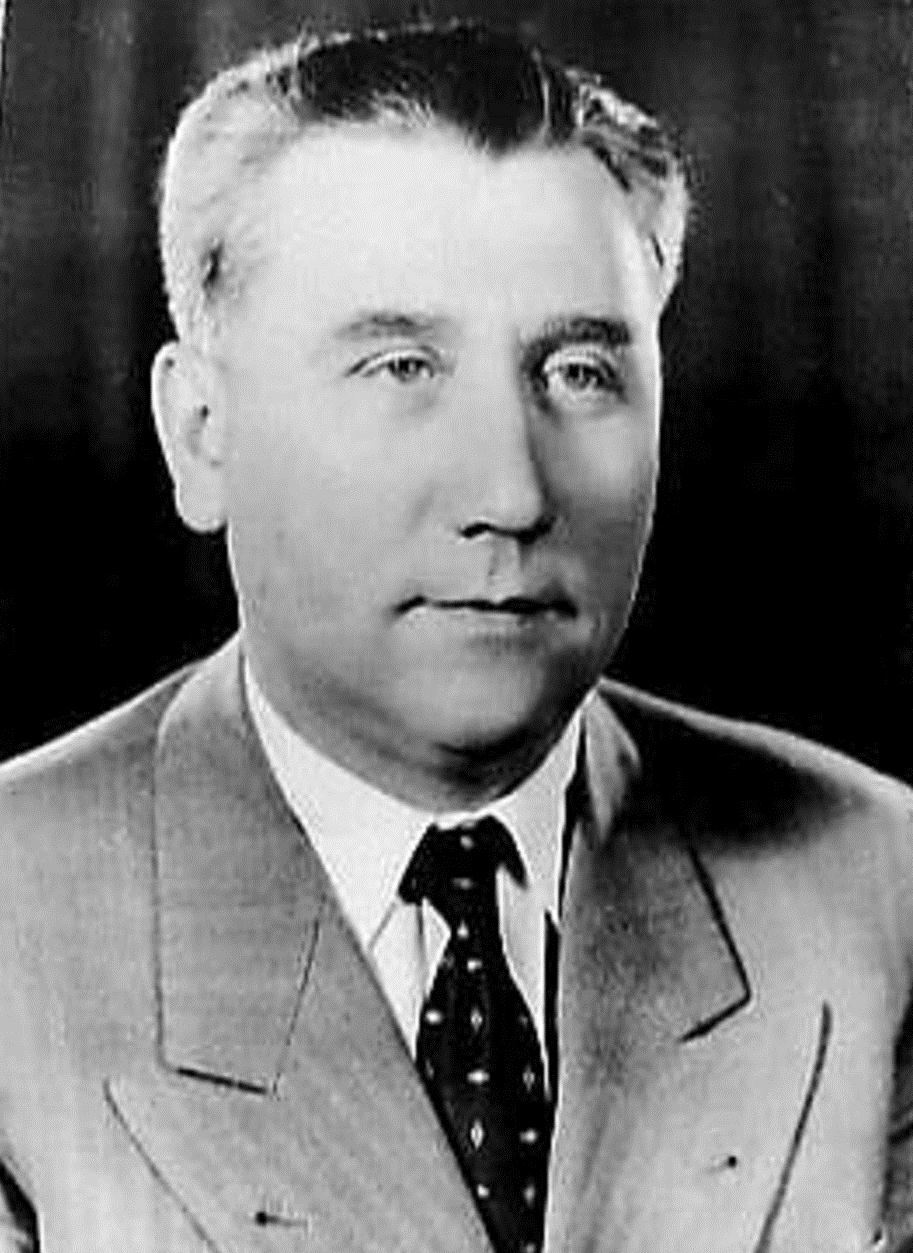
Aleksandar Ranković (1966)

Aleksandar Leka Ranković (Servisch: Александар Лека Ранковић) (Draževac, nabij Obrenovac 28 november 1909 - Dubrovnik, 20 augustus 1983) was een Joegoslavische Communist van Servische afkomst.
Ranković was lid van het Politbureau vanaf 1940. Hij was gevangengenomen en gemarteld door de Gestapo in 1941, en gered door communisten.
Na de oorlog was hij minister van Binnenlandse Zaken en hoofd van de Geheime Dienst ("OZNA") en de politieke politie ("UDBA"). In 1963 werd hij vicepresident. Hij werd afgezet in 1964 (of volgens sommige bronnen in 1966, wegens het misbruiken van zijn macht. Ranković wilde centralisatie, en saboteerde door bureaucratie de door de partij ingestelde plannen met betrekking tot decentralisatie. In 1966 werd hij uit de Joegoslavische Communistenbond gezet.
- Bibliothèque nationale de France: cb12185168c (data)
- Gemeinsame Normdatei: 119046148
- International Standard Name Identifier: 0000 0001 2136 4717
- Library of Congress Control Number: n90624920
- Nationale Bibliotheek van Tsjechië: jx20060612005
- Nationale bibliotheek van Australië: 35696738
- Nationale Bibliotheek van Israël: 987007469323705171
- Nationale Bibliotheek van Polen: a0000002401924
- Nationale en Universitaire bibliotheek Zagreb: 000056787
- Nederlandse Thesaurus van Auteursnamen: 237708299
- Réseau des bibliothèques de Suisse occidentale: 02-A013121775
- Système universitaire de documentation: 030436982
- Trove: 1046833
- Virtual International Authority File: 64050531
- WorldCat: E39PBJbM7kxVkqRhy3fd3CR3Qq